# Тутана (Арђеш)
Тутана (рум. Tutana) насеље је у Румунији у округу Арђеш у општини Бајикулешти. Oпштина се налази на надморској висини од 394 m.

## Становништво
Према подацима из 2002. године у насељу је живело 1715 становника, од којих су сви румунске националности.